# Ruben Daniel Méndez Castiglioni
Ruben Daniel Méndez Castiglioni é professor da Universidade Federal do Rio Grande do Sul, membro honorário da Rede Brasileira Direito e Literatura e membro permanente da Academia Rio-Grandense de Letras desde outubro de 2014, ocupando a cadeira de número 31.
É graduado em Letras (1990) pela Universidade Federal do Rio Grande do Sul. Possui mestrado (1995) e doutorado (2000) em Teoria da Literatura pela Pontifícia Universidade Católica do Rio Grande do Sul e pós-doutorado (2006) pela Universitat de les Illes Balears (Espanha). Também é bacharel em Direito (2010) pela Pontifícia Universidade Católica do Rio Grande do Sul.
Como pesquisador, dedica-se aos estudos de literatura, no que diz respeito à literatura e história, vanguardas e modernidade e literatura e direito. Dedica-se também a atividades de tradução e versão em espanhol e português, principalmente textos literários e jurídicos.

]